# 빗물정원

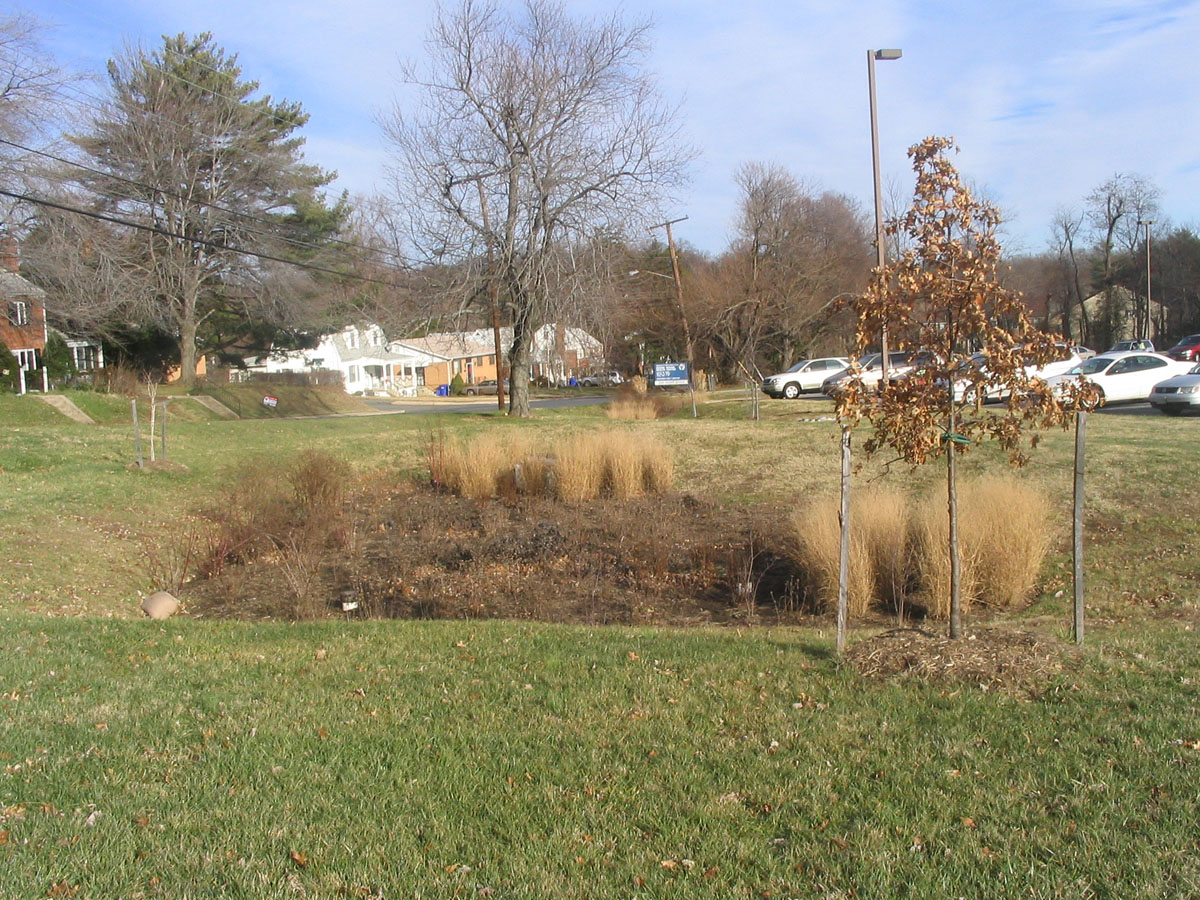
미국의 빗물정원

빗물정원 또는 레인 가든(rain garden)은 토양의 빗물 재흡수를 증가시키기 위해 고안된 다양한 방법 중 하나이다. 또한 오염된 빗물 유출수를 처리하는 데에도 사용할 수 있다. 빗물정원은 지붕, 차도, 통로, 주차장, 압축된 잔디밭과 같은 불투수 도시 지역에서 유출되는 유출수의 유량, 총량 및 오염 물질 부하를 줄이기 위해 설계된 조경 장소이다. 빗물 정원은 빗물을 유지하고 침투 지연 시간을 늘리는 동시에 도시 유출수로 운반되는 오염 물질을 정화하고 필터링하기 위해 식물과 천연 또는 가공 토양 매체에 의존한다. 빗물정원은 내리는 비를 재사용하고 최적화하여 추가 관개의 필요성을 줄이거 나 피하는 방법을 제공한다. 빗물정원을 심는 것의 이점은 주변 공기와 수온이 결과적으로 감소한다는 것이다. 이는 열섬 효과로 알려진 현상으로 열을 흡수하는 불투수성 표면이 풍부한 도시 지역에서 특히 효과적인 완화 효과이다.
레인 가든 식재에는 일반적으로 야생화, 사초, 골풀, 양치류, 관목 및 작은 나무와 같은 습지 가장자리 식물이 포함된다. 이 식물은 빗물정원으로 흐르는 영양분과 물을 흡수하고 증산 과정을 통해 수증기를 대기 중으로 다시 방출한다. 깊은 식물 뿌리는 또한 빗물이 땅으로 여과될 수 있는 추가적인 통로를 만든다. 뿌리 시스템은 침투를 강화하고, 토양 투과성을 유지하거나 심지어 증가시키며, 수분 재분배를 제공하고, 생물 여과에 관련된 다양한 미생물 개체군을 유지한다. 미생물은 유기 화합물(일부 오염물질 포함)을 분해하고 질소를 제거하는 데 도움을 준다.
레인 가든은 여러 가지 이유로 유익하다. 유출수를 필터링하여 수질을 개선하고, 국지적인 홍수 조절을 제공하고, 아름다운 조경 장소를 만들고, 다양한 식재 기회를 제공한다. 또한 야생 동물과 생물 다양성을 장려하고 건물과 주변 환경을 통합적이고 환경적으로 유리한 방식으로 결합한다. 빗물정원은 인근 수역의 수질을 개선하고 고갈된 지하수 공급을 재충전할 수 있다. 빗물정원은 또한 우수 하수 시스템으로 유입되어 지표수로 직접 배출되어 침식, 수질 오염 및 홍수를 유발하는 오염된 유출수의 양을 줄인다. 빗물정원은 또한 기존의 빗물 인프라에 대한 부하를 줄여 에너지 소비를 줄인다.

## 같이 보기
- 옥상녹화
- 미기후
- 빗물 집수